# セミトレーラー

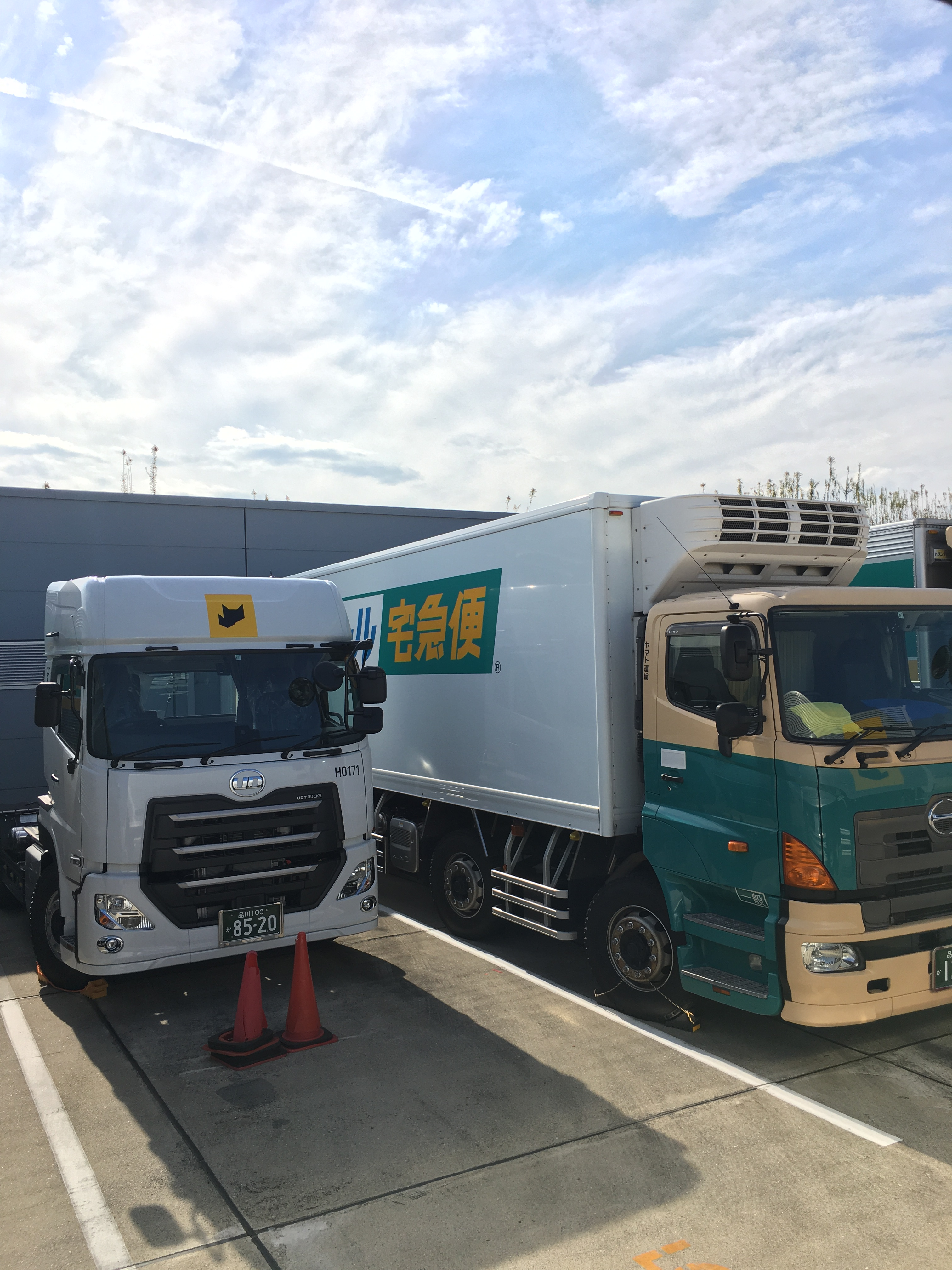
トレーラーのヘッド部分(写真ひだり)

セミトレーラー（semi-trailer）は、前車軸のないトレーラー（荷台車）である。トレーラーヘッド（トラクタ）のカプラに連結し、主に貨物を載せて走行する。日本では最も一般的なトレーラーであり、あらゆる用途（牽引自動車#用途・積荷による分類参照）に使われる。縦列駐車や後退が可能。現在の日本では、路線バスの一部に見られる、切り離しを前提としない永久連結構造の車両（連接バス）については、牽引車両ではなく、単一車に分類されている。
トラクタを切り離すことができるため、フェリー航送ではトレーラーのみを積み込むことで、長さで変わる運賃と運転手の拘束時間（人件費）を抑えることができる。
トラクタが連結されて運転されることを前提とした構造になっており、トラクタ単体には積載スペースがなく、トレーラー単体には前輪がないため、非連結時にはどちらも運搬車としての役割を果たさない（車載車などで一部、トラクタに積載できる車輌も有るが、連結時にのみ積載が許されている）。車両総重量は最遠軸距に応じ、トラクタは25トンまで、トレーラは28トンまでとする必要があり（海上コンテナ積載車などの特認を除く）、トラクタ側にかかる重量の根拠となる第五輪荷重の表示が義務付けられている。
トレーラーのブレーキには一般的に空気ブレーキが用いられる。車軸の数は、積載重量、車輪、車軸、サスペンションの許容負荷容量の関係で決定する。車両総重量60トン位の場合は3軸が多く、それ以上の場合は4軸以上になることが多い。用途によっては車軸がステアする構造になる。トレーラーには法規制によりABSの装備が義務づけられている。また、1998年（平成10年）から始まった中期ブレーキ規制により耐フェード性能が以前より強化されている。

## 連結構造

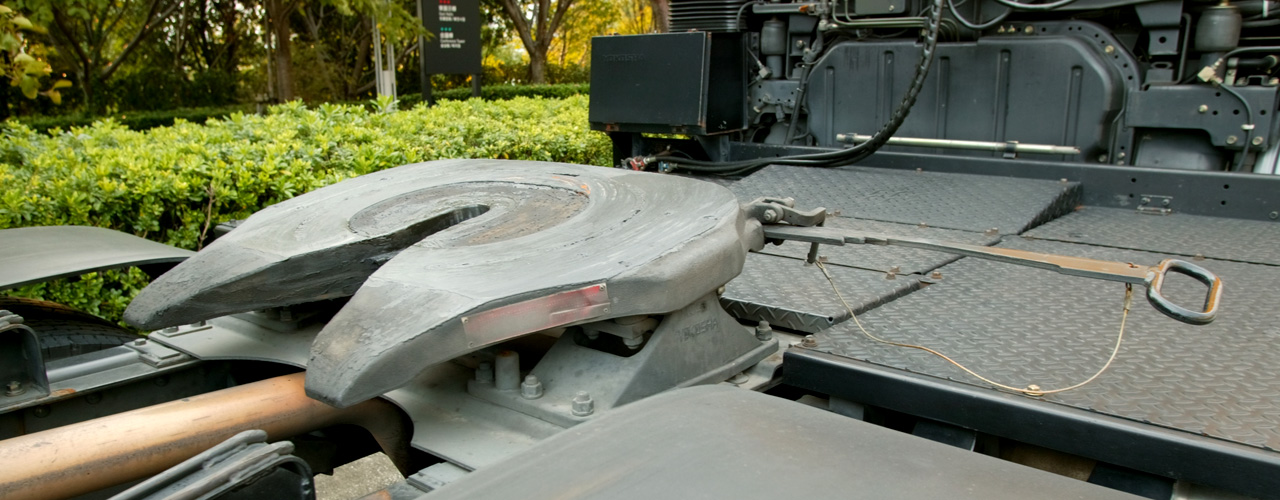
連結装置（第五輪）

トラクタ側の連結器は一般にカプラで、トレーラ側はキングピンである。
シングルス（トラクタ+セミトレーラー）
日本の公道におけるセミトレーラーは、法令（道路法、道路運送車両法、道路交通法）上1両までの牽引しか認められていない。極めて特殊且つ公共の福祉と認められる場合（地方公共団体などが設置する風力発電用ポールなど）には、警察、国土交通省整備局、同運輸局で協議し認められる場合もある。
ダブルス （トラクタ+セミトレーラー+フルトレーラー）
その名のとおりトレーラーを2重連で牽引する形態。日本国内では宇部伊佐専用道路のみで1981年（昭和56年）から運用されている。
トリプルス （トラクタ+セミトレーラー+フルトレーラー+フルトレーラー）
ダブルスに対し、トレーラーをもう1両つないだ形態。上記のダブルスと同様に、宇部伊佐専用道路で1985年（昭和60年）から運用されている。
トレーラーを複数連結するものは、欧米や豪州ではロードトレインとも呼ばれる。
欧米や豪州ではダブルスやトリプルスが認められているが、日本ではシングルスしか認められておらず、公道での試験運行が行われるも、橋梁の許容重量や交差点右左折時の通過時間など、主に地上（インフラ）側の制限で実用化には至らなかった。2010年代からは貨物輸送量の増加や人手不足（物流危機）の対策として、車両長を25 mまで緩和することで10 tトラック2台分の貨物が運搬可能となる『ダブル連結トラック』の社会実験が行われている。

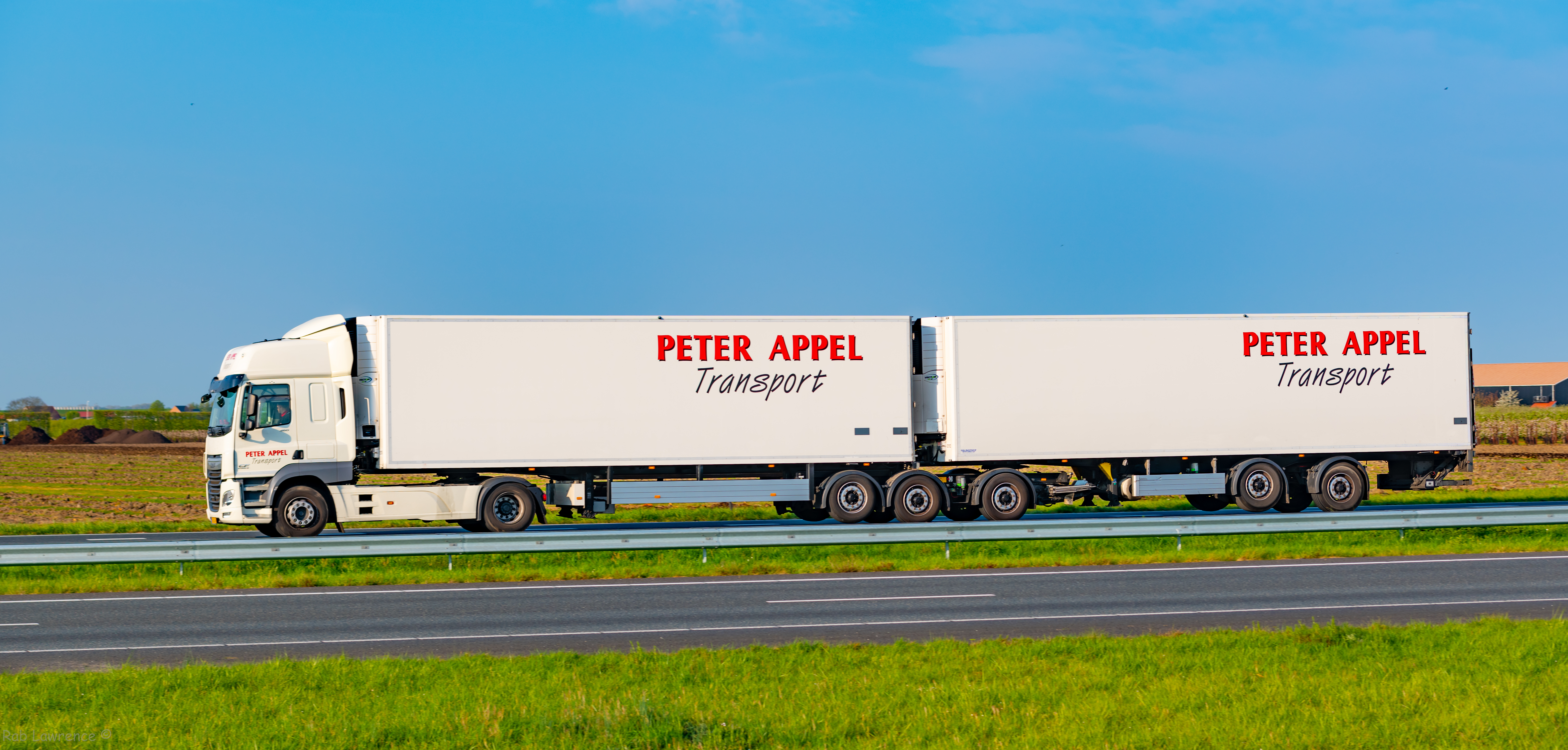
オランダのダブルス車
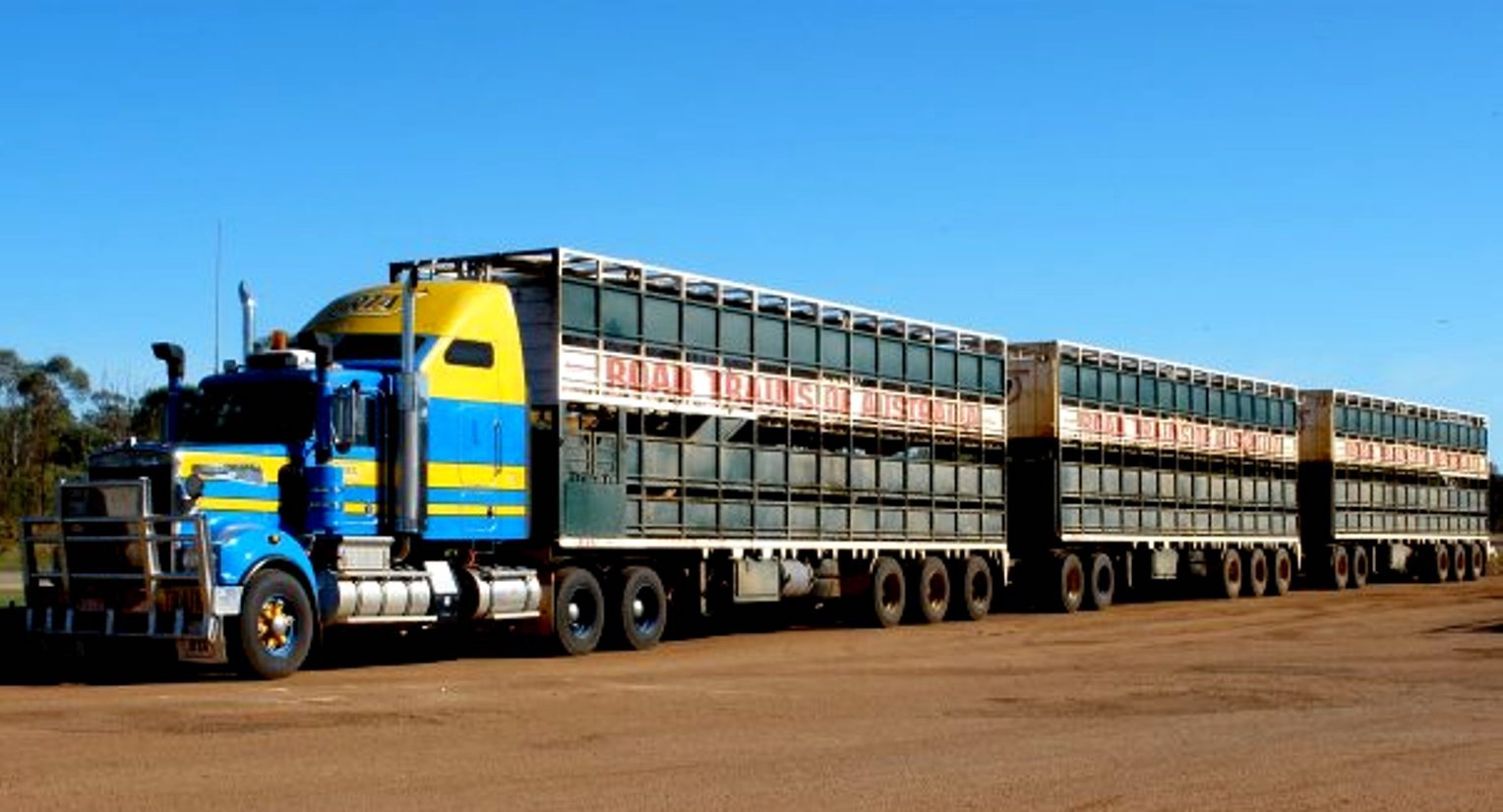
豪州のトリプルス家畜車
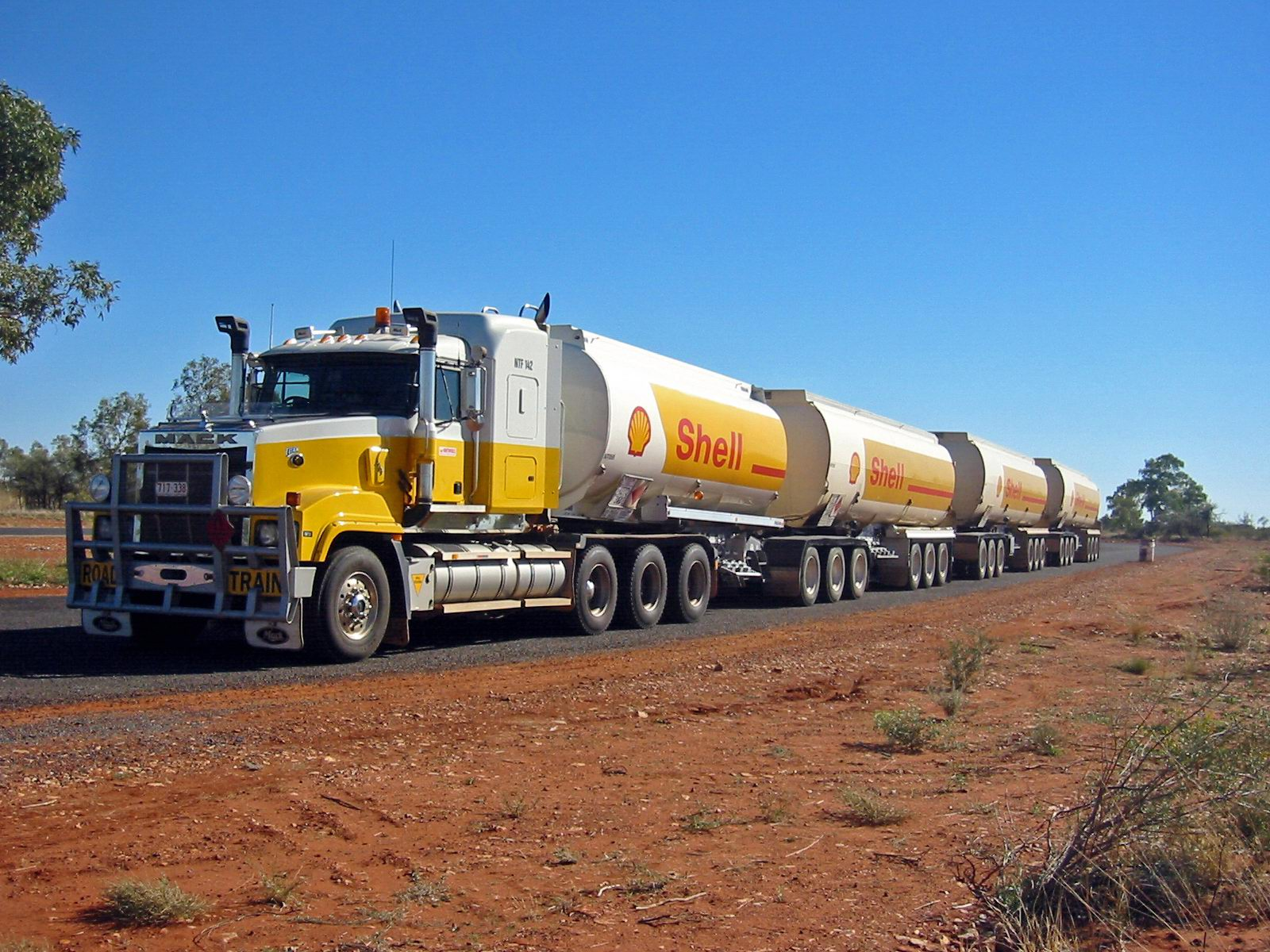
豪州のクアドルプルス・タンクローリー

- ウィキメディア・コモンズには、連結数別のロードトレインに関するカテゴリがあります。

## 種類
2003年（平成15年）10月よりはじまった『分割可能貨物運搬車両の許可限度重量の引き上げ』（バラ積緩和、略してバラ緩）により、下記の通り特例8種類として区分される。

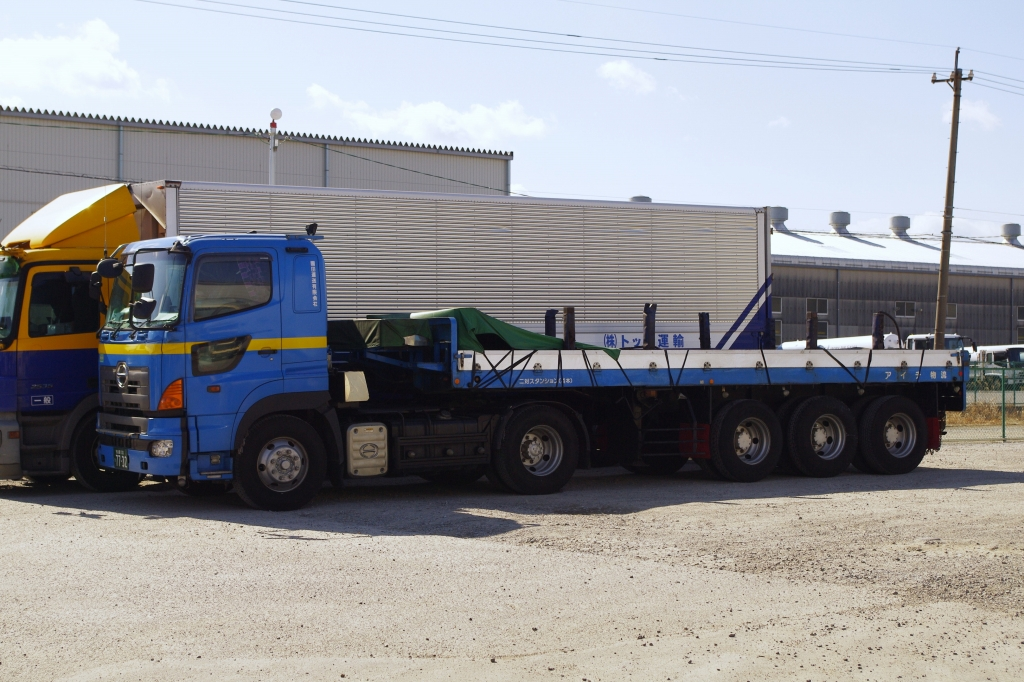
スタンション型トレーラー

### スタンション型
主に鋼材や原木やコンクリート製品などの運搬に使われる。フラットトレーラーをベースに前方に前タテ、側面には決まった数のスタンション、ワイヤーフックを設置する。最大積載量や重心高さによってその高さやスタンションの数が決まってくる。

### あおり型
チャンネル車とも呼ぶ。大きく分けて、固縛を前提にしたものと、固縛を前提にしないものがある。
固縛を前提にしたものは、主に雑貨や瓦などの運搬に使われる。荷台の前方に鳥居、側面後方にはあおり、中柱、ワイヤーフックを設置する。固縛を前提にしないものは、主にスクラップの運搬に使われる。荷台の4方を角パイプを段々に積み上げるか、高張力鋼板を使用して箱状にする。

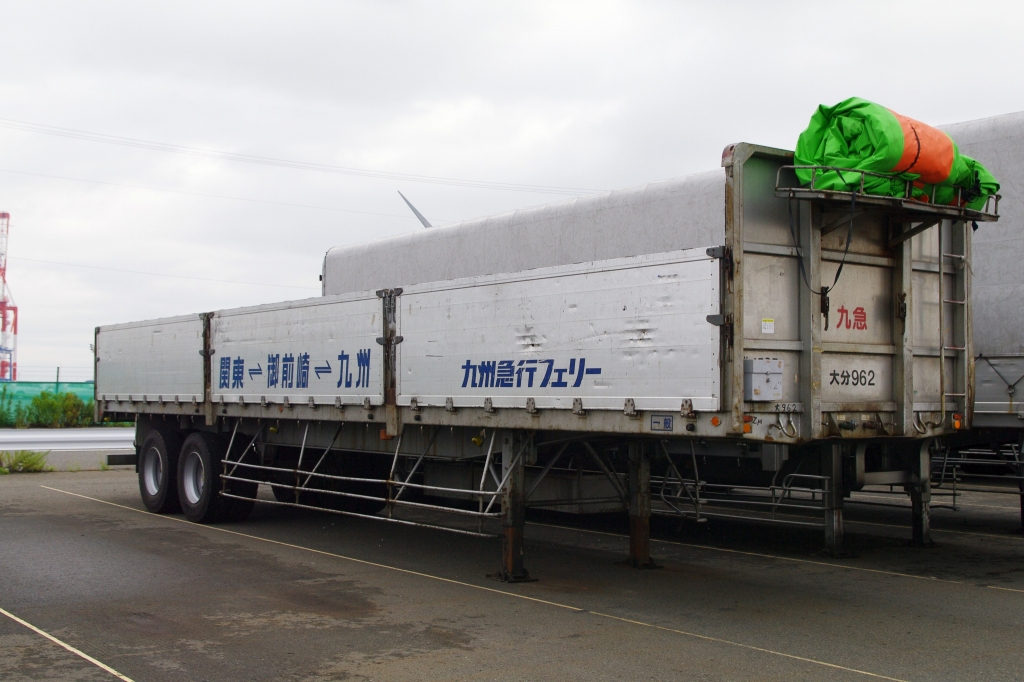
側面と後面にあおりが付いた平トレーラー

### 船底型
フラットトレーラーをベースに、積荷が安定するように荷台中央を船底状に窪ませたもの。コイルなどの円筒状の荷物の運搬に使われる。

### コンテナ型
主に海上コンテナの運搬に使われる。コンテナを固定するためにシャーシフレームの四隅にツイストロック装置を装備している。海上コンテナの輸送では20 ftコンテナ専用の短尺車と、40 ftコンテナ用の長尺車がある。後者の中には、20 ftコンテナ1個積みも可能としたものもある。車軸が1軸・2軸・3軸の3種類がそれぞれに存在し、通常1軸車は空積コンテナ用となる。近年ではフル積載(30,480 kgまで)対応の3軸シャーシの普及が目立つ。

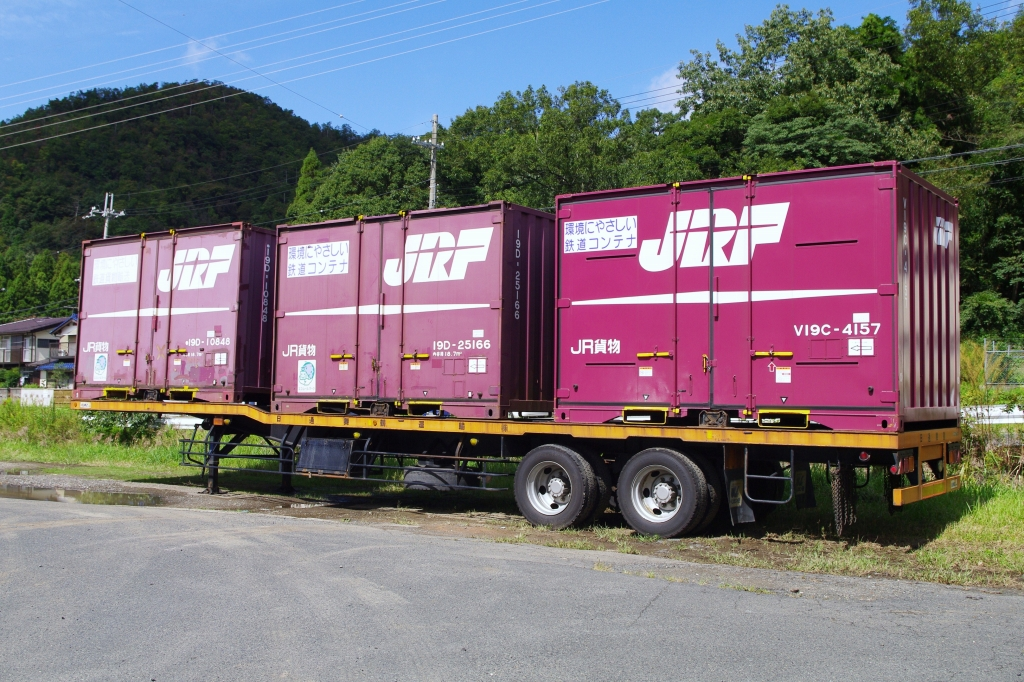
12 ft鉄道コンテナ用トレーラー
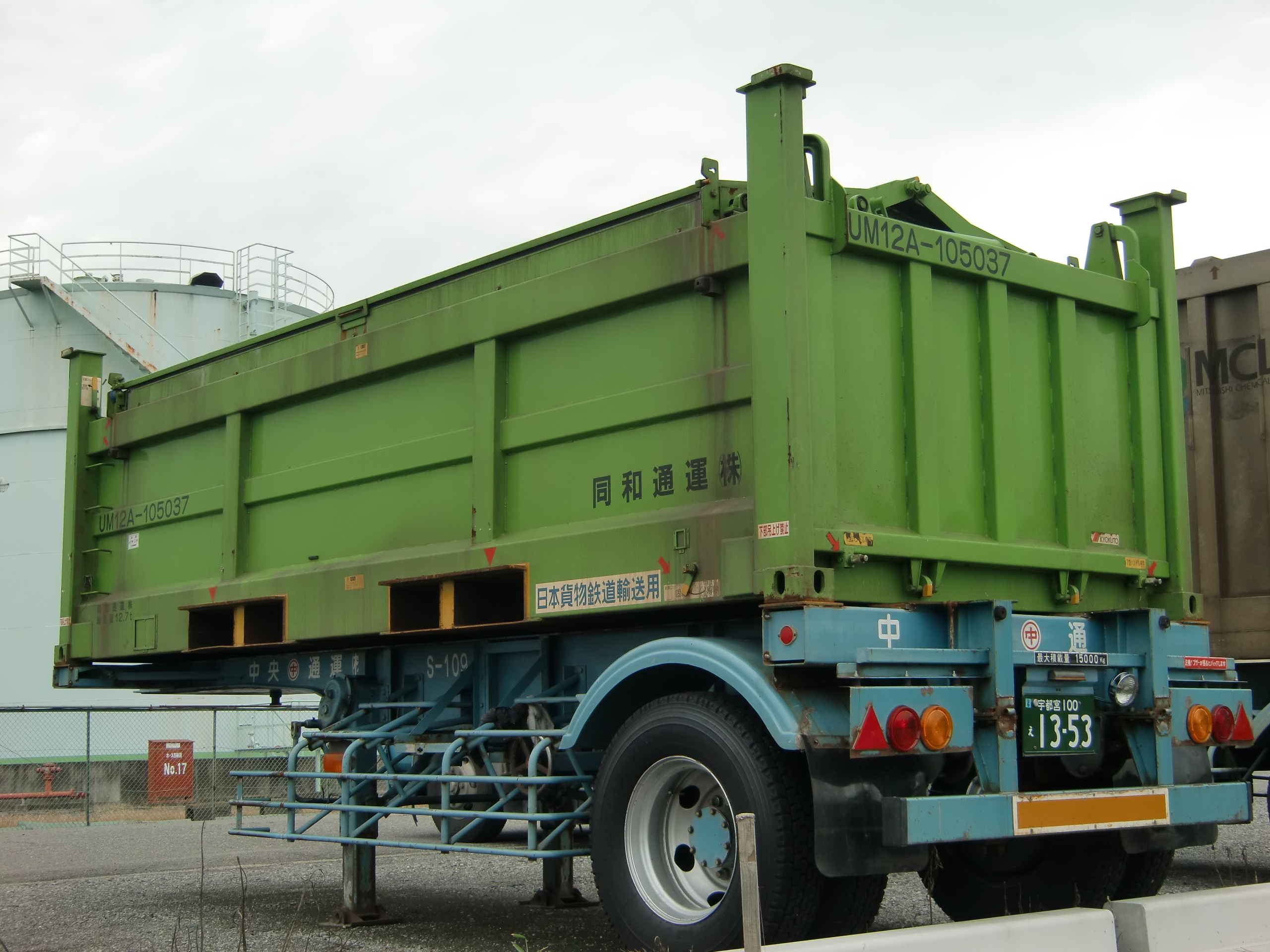
20 ft鉄道コンテナ用、15t積載一輪仕様トレーラー
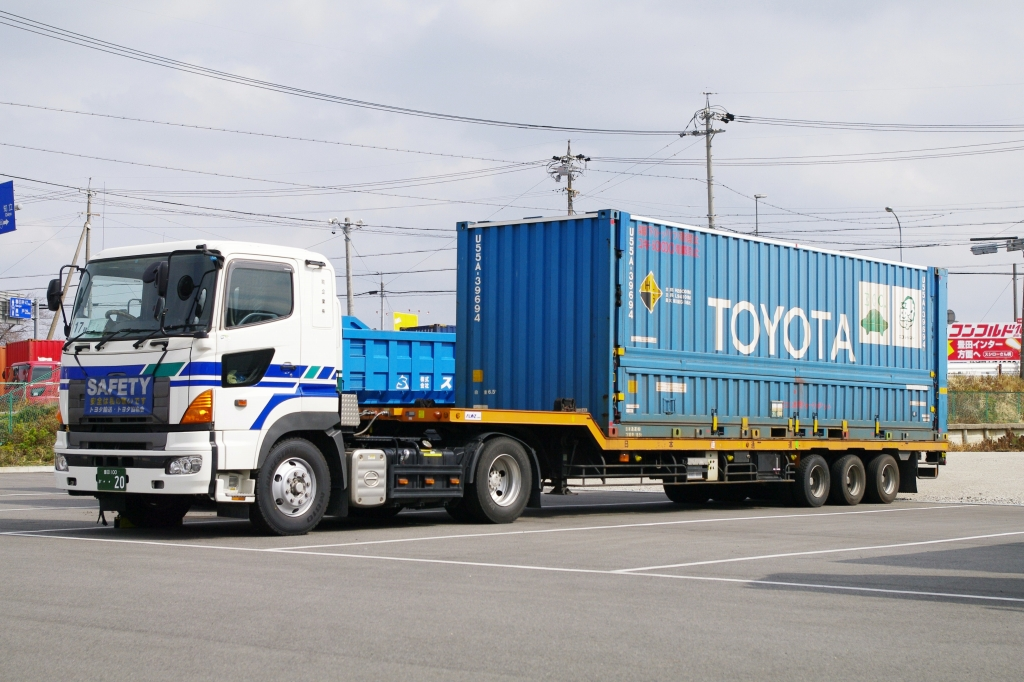
31 ftコンテナを搭載した日通商事製トレーラー
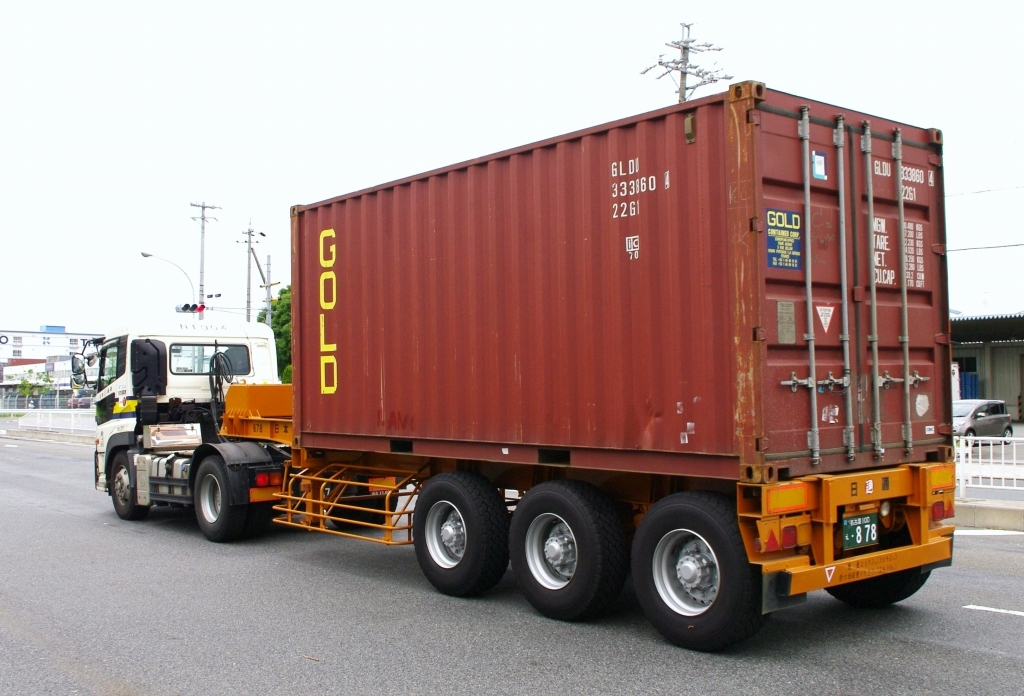
20 ft海上コンテナを搭載した3軸トレーラー

### バン型
最も基本的な箱型仕様のトレーラ。大きく分けて、側面が大きく上方向に開くウイングタイプと、後部・側面に扉のあるバン型に分かれる。
冷凍・冷蔵仕様のトレーラーは後者の形態が多い。中には、海上コンテナトレーラを改造してバントレーラとして使用する例もある。

### タンク型
液体を運ぶのに使われる、いわゆるタンクローリーと、粉粒体の運搬に使われる バルク車（ジェットパック車とも呼ばれることもあるが、これは極東開発工業株式会社の商標である）と呼ばれるタイプがある。

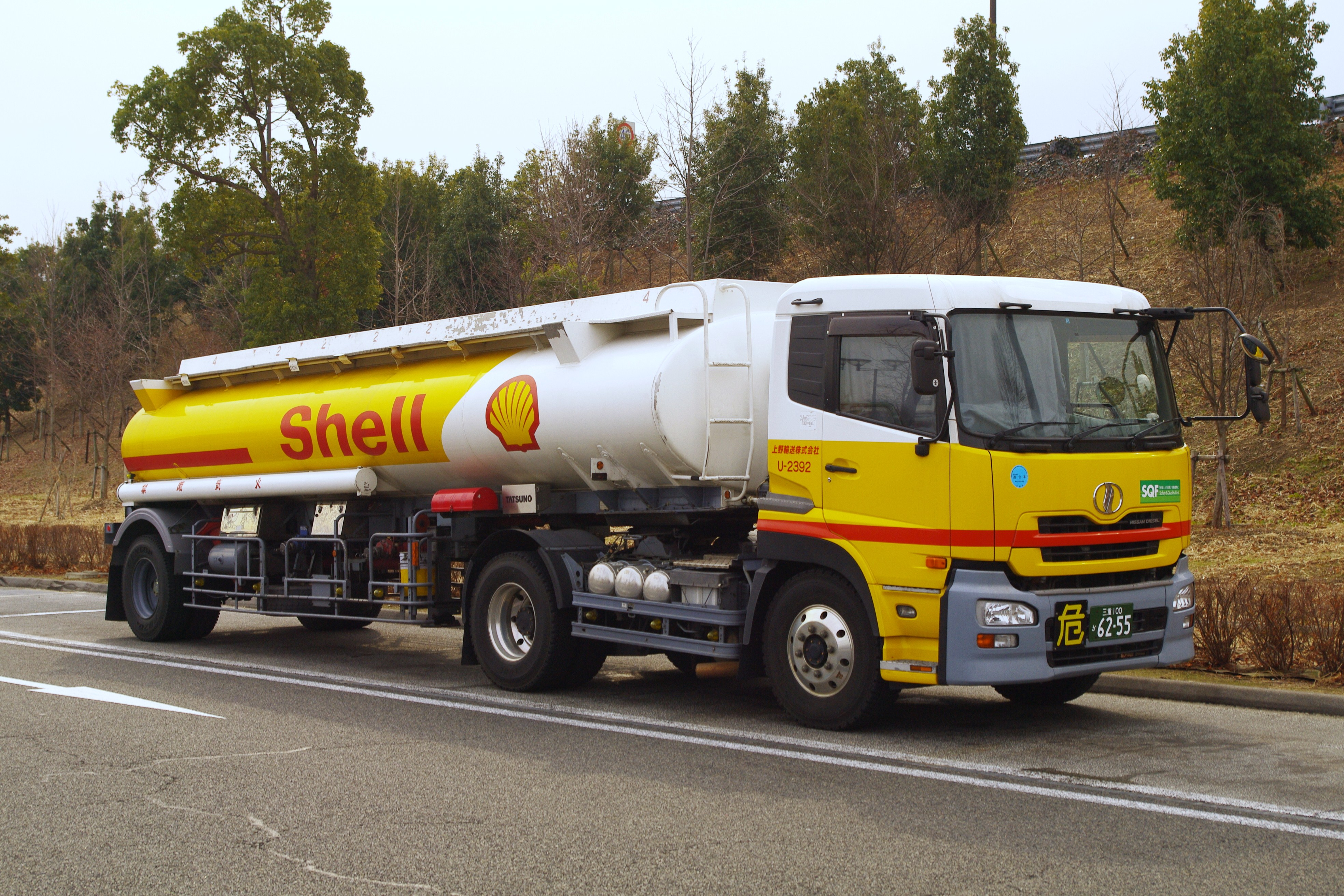
上野輸送所有の昭和シェルカラーのタンクローリー
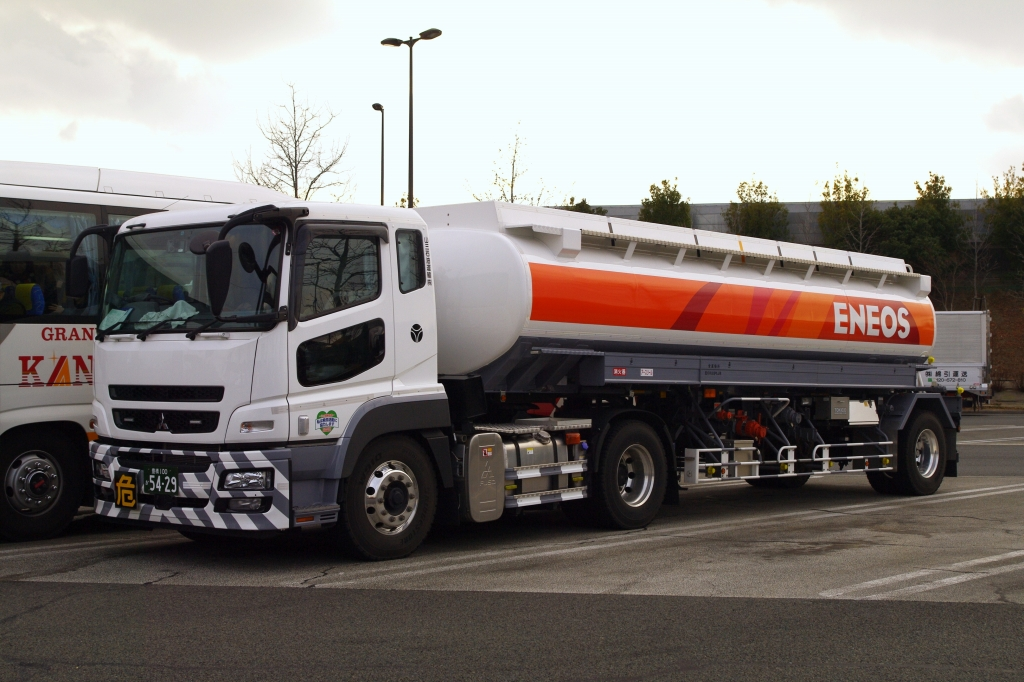
エネオスカラーのタンクローリー
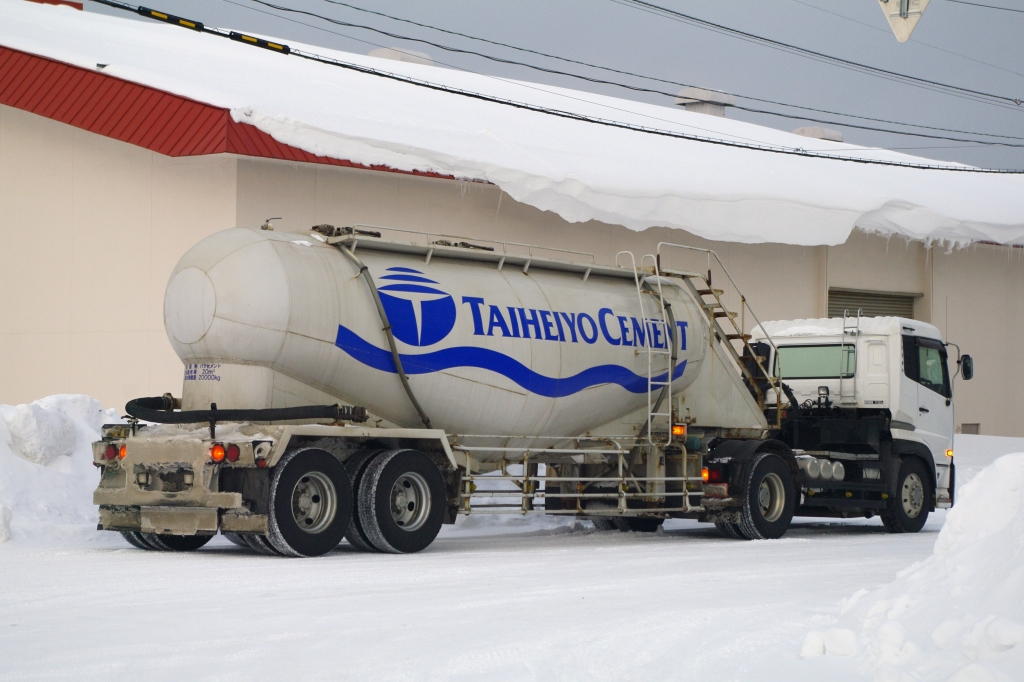
20m³積みのセメント運搬車
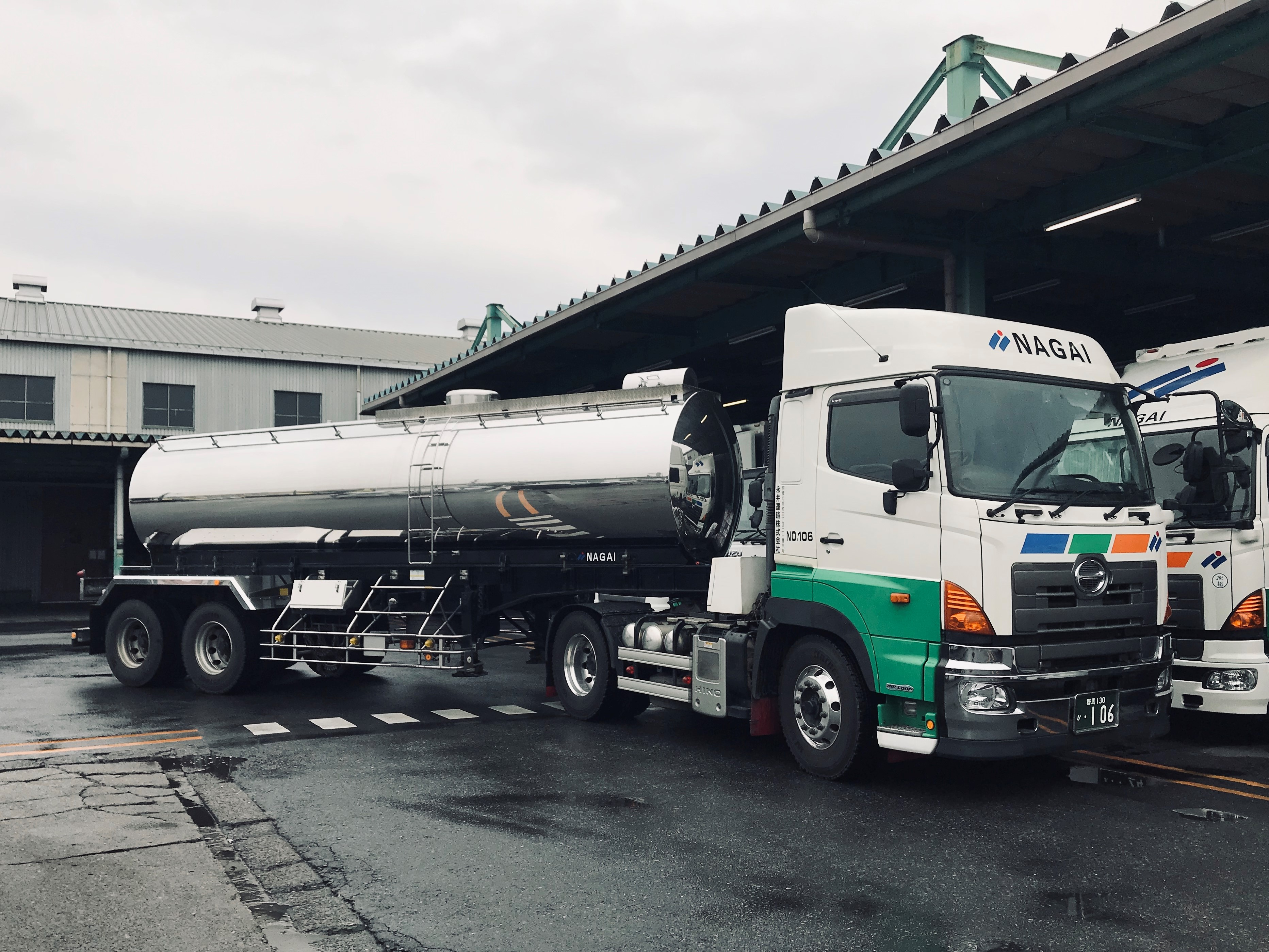
永井運輸所有の牛乳運搬用セミトレーラー

### 自動車運搬型
自動車の運搬に使われる。いわゆる車載専用のセミトレーラー。1台でも多く運べるよう、トラクタ側にも積載できるよう作られたキャブ載、通称「亀の子トラクタ」で牽引されるものもある。この亀の子トラクタには第5輪荷重とあわせて最大積載量が設定され、牽引されるトレーラーには、通常のセミトレーラーには課されない自動車重量税が課税される。

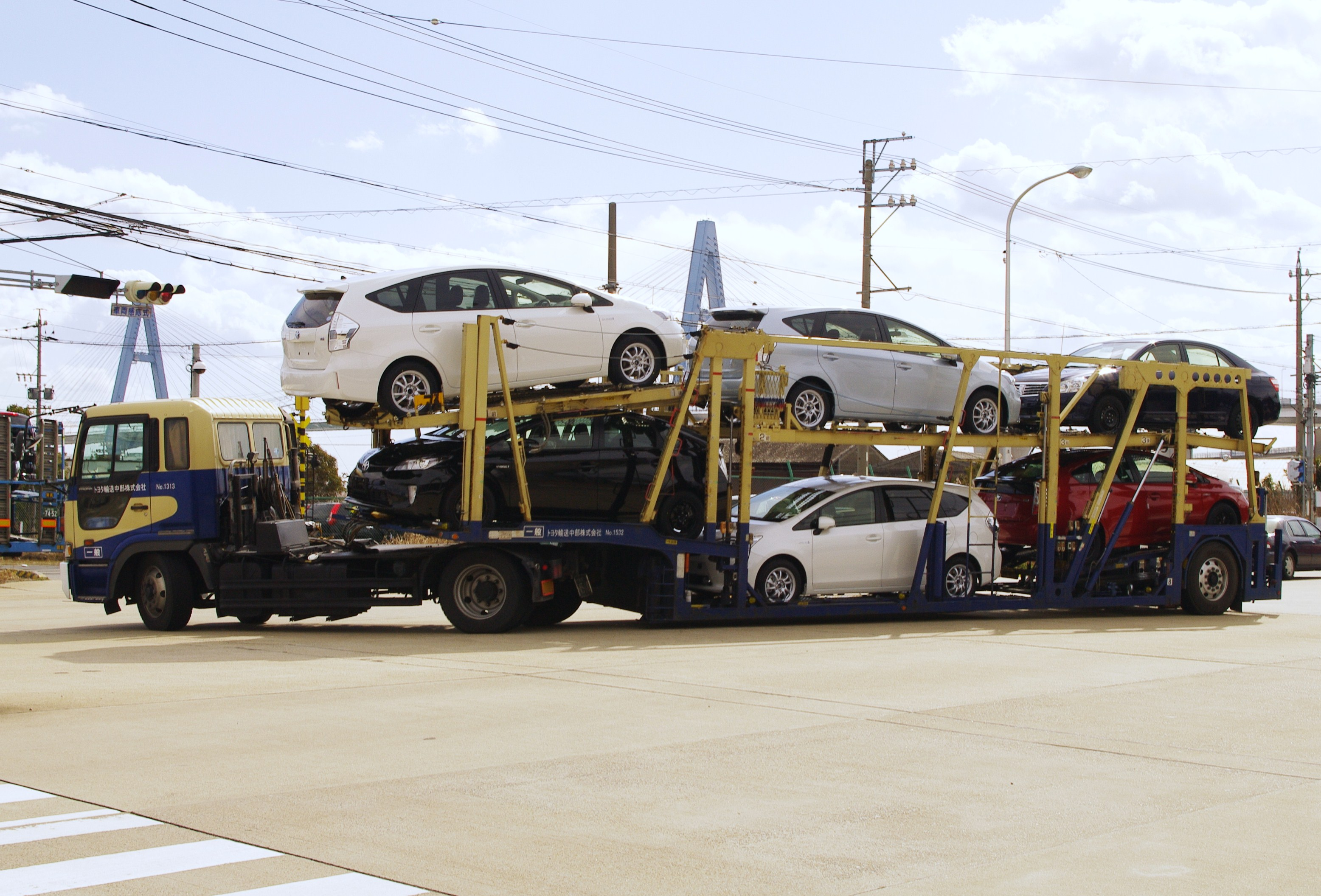
トヨタ輸送所有の6台積みキャリアカー
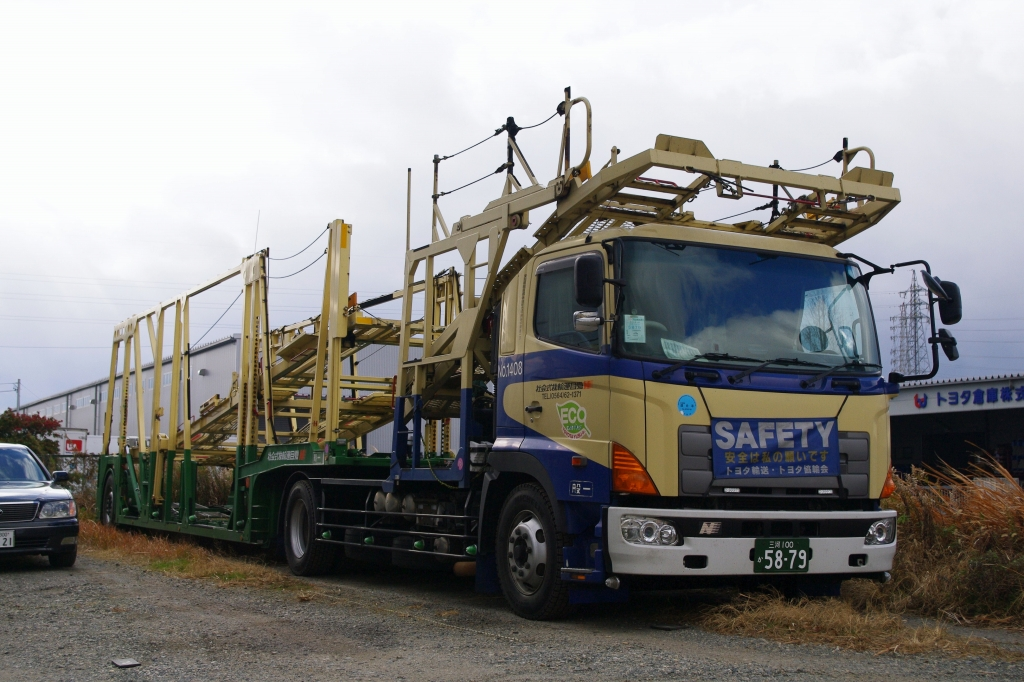
トラクタ側にも積載可能な亀の子式キャリアカー
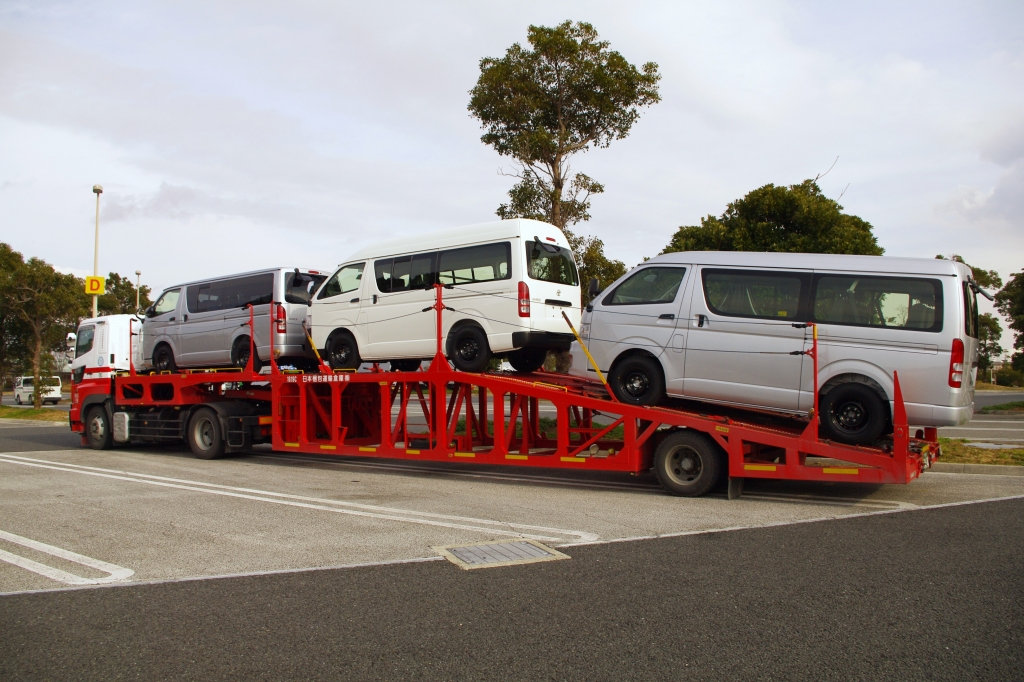
日本梱包運輸倉庫所有の3台積みキャリアカー
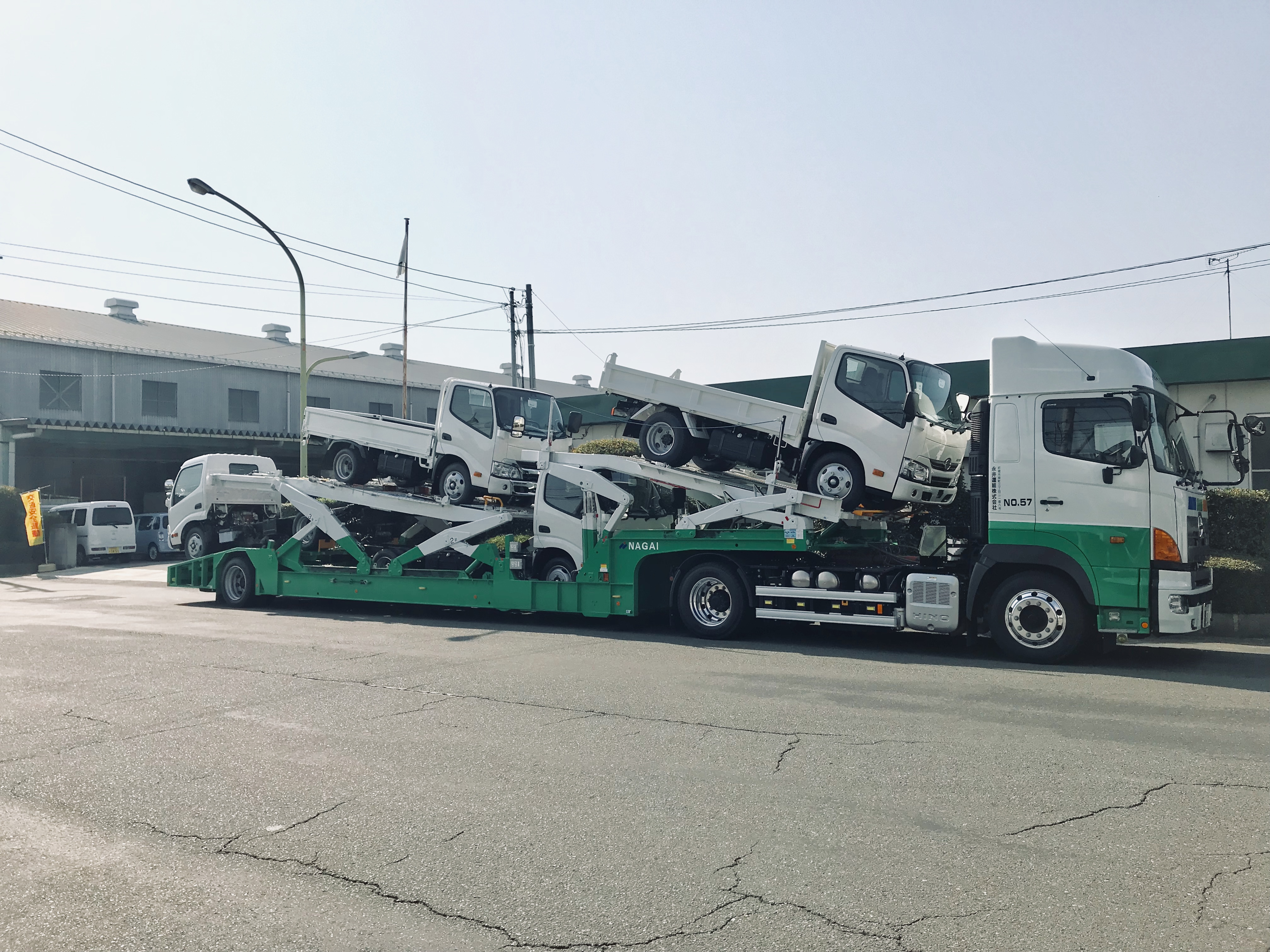
永井運輸所有の2トン車4台積みセミトレーラー

### 幌型
アオリ付の平ボデー車をベースに、骨組み付の幌をかぶせたタイプ。雨や雪による濡れを防ぐことが可能。
アコーディオンの様に前後に伸縮可能である。